# اس‌ام‌اس نیوبه (۱۸۴۹)
اس‌ام‌اس نیوبه (۱۸۴۹) (به انگلیسی: SMS Niobe (1849)) یک کشتی بود که طول آن ۱۴۰ فوت (۴۲٫۷ متر) بود. این کشتی در سال ۱۸۴۹ ساخته شد.